# Emporis地產資料庫
Emporis地產資料庫，簡稱Emporis，是一個互聯網上的房地產資料庫，其內容包括全球主要城市的建築項目及街道的超連結資料，如建築物英文名稱、樓高、建築落成年份、地產發展商及建築師名字等，附帶圖片。

## 安波利斯摩天大楼奖
2000年由公司创建的一个建筑奖项，旨在奖励在该年完工的高度100米以上的摩天大楼建筑。

## 外部參考
- 官方网站（页面存档备份，存于）